# Heliconia uxpanapensis
Heliconia uxpanapensis là một loài thực vật có hoa trong họ Heliconiaceae. Loài này được C.Gut.Báez mô tả khoa học đầu tiên năm 1987.